# سام بلثرويك
سام بلثرويك (بالإنجليزية: Sam Blatherwick)‏ (16 أكتوبر 1888 – 2 يناير 1975) هو سبّاح من بريطانيا الغظمي راحل، مثّل بلاده في الألعاب الأولمبية الصيفية 1908.

## روابط خارجية
سام بلثرويك على موقع أوليمبيديا (الإنجليزية)